# 坂本重安
坂本 重安（さかもと しげやす）は、江戸時代前期の旗本。

## 生涯
坂本家は甲斐の戦国大名・武田家の遺臣で、徳川家康の関東入部の際、祖父の貞次が相模国高座郡内（現在の神奈川県大和市周辺）で370石余の知行地を受けた。
慶長7年（1602年）、15歳の時に徳川秀忠に仕えて大番となる。2度の大坂の陣に従軍し、大坂落城の際に首二級をとる。寛永10年（1633年）2月7日、常陸国信太郡内に200石の加増を受け、570余石となる。
なお、異母弟の貞俊（権十郎）も秀忠に大番として仕えて別家（200石）を立て、大坂の陣でも戦功があったが、徳川忠長附属となったため、忠長が改易された際に浪人となり、寛永10年（1633年）に幕府から10人扶持を与えられている。病のため、兄の重安の領地である深見村に閑居している。
寛永21年（1644年）没、法名は法常院殿日住居士。はじめ高輪の長応寺に葬り、のち青山の持法寺に改葬した。
家督は養子の重治（重治の母は阿倍重真の娘）が継いでおり、重治はのちに大目付・寺社奉行など幕府の要職を務め、短期間ながら大名となった（深見藩）。なお、実子として側室（「某氏」）所生の貞政がおり、重治が270石を分知して別家を立てている。

## 備考
- 『日本城郭大系』には、大和市深見字坊之窪付近の「坂本重安屋敷」が挙げられている。